# تدخل المتفرج

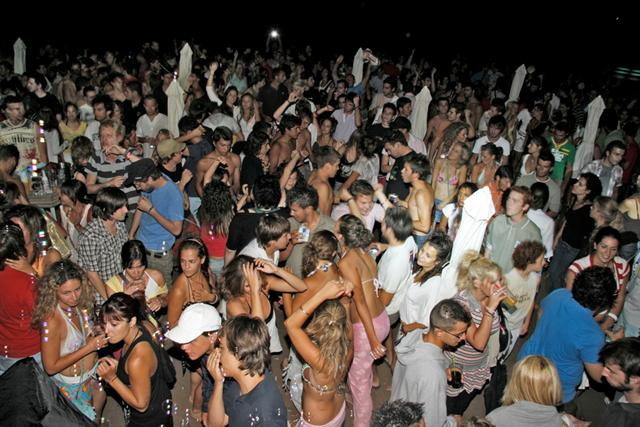
هدف برنامج تدخّل المتفرّج تعليم الأشخاص التدخّل عند رؤية شخص يتودّد جنسياً لشخص ثمل في حفلة أو أي مكان.

تدخّل المتفرّج هو نوع من التدريب يستخدم في معاهد التعليم ما بعد الثانوي لمنع الاعتداء الجنسي أو الاغتصاب، الإفراط في شرب الكحول، التحرّش والتعليقات غير المرغوبة ذات الطابع العنصري أو تحمل كراهية ضد المثليين والعابرين جنسياً. المتفرّج هو الشخص الموجود في حدث، حفلة أو أي مكان ويشهد موقفاً إشكالياً مثل شخص يقوم بمبادرات جنسية نحو شخص آخر ثمل. فيقوم الشخص المتفرّج انطلاقاً من مسؤوليته الشخصية باتخاذ إجراء تدخّلي، بهدف منع الموقف من التفاقم.
المتفرّج المتدخّل يملك عدة خيارات، تتضمن إلهاء أحدهم، طلب العون من الآخرين، الاطمئنان لاحقاً أو التدخّل مباشرةً. هناك مخاطرة في تدخّل المتفرّج; من الممكن أن يؤدي للعراك، أو مضايقة الأشخاص الذين يتم التدخّل لصالحهم، ويمكن أن يقود للجدال. تدخّل المتفرّج من الممكن أن يسمّى «تعليم المتفرّج», لأنه نموذج مبني على أنظمة لتعليم المدرّبين والقادة الذين سيقومون بتدريب أشخاص من مجتمعاتهم.

## منع الاعتداء الجنسي
أحد الباحثين في موضوع «تدخّل المتفرّج» يرى إمكانية إيقاف الاعتداء الجنسي عبر التظاهر بسكب مشروب على الرجل الثمل الذي يحاول التودّد جنسياً لامرأة ثملة، لإلهائه و «... منع السلوك الخاطئ قبل أن تتحول حفلة السكر إلى اعتداء جنسي». مناصرو هذه القضايا يأملون أن تجلب برامج تدخّل المتفرّج على الاعتداء الجنسي نفس النتائج التي أسفرت عنها المبادرات المصمّمة لتقليل القيادة تحت تأثير الكحول; تشابه آخر بين البرنامجين هو أنهما لا يصرفان الأشخاص عن شرب الكحول بل عن الجمع بينه وبين مخالفة القانون. بعض الجامعات الأمريكية بدأت مبادرات لتعليم المتفرّج للامتثال للقانون التاسع الذي يشترط عدم التمييز حسب الجنس للحصول على تمويل فدرالي للجامعات.

## أبحاث
دراسة على تدخّل المتفرّج أجرتها جامعة نيو هامبشير تشير إلى أن 38 في المئة من الرجال الذين رأوا حملات تدخّل المتفرّج قالوا أنهم تدخّلوا لإيقاف اعتداء جنسي، مقابل 12 في المئة من مجموعة التحكّم (الذين لم يروا الحملة). دراسة أخرى لجامعة أوهايو قارنت بين الرجال الذين أخذوا دورة تدريب تدخّل المتفرّج مع مجموعة رجال لم يتلقوا التدريب; 1.5 في المئة من الذين شاركوا في التدريب قالوا أنهم ارتكبوا اعتداءاً جنسياً في غضون آخر أربع شهور، مقابل 6.7 في المئة من المجموعة غير المدرّبة. أحد تحديات برنامج تعليم المتفرّج هو نتيجة دراسة أشارت إلى أن الطالبات البيض أقل ميلاً للتدخّل في موقف افتراضي في حال رأين امرأة سوداء ثملة يتم اقتيادها إلى غرفة نوم في حفلة من قبل رجل غير سكران، حيث أن الطالبات البيض يشعرن «بالمسؤولية الشخصية بشكل أقل» لمساعدة النساء من أعراق أخرى ويشعرن أن النساء السود يشعرن بالمتعة في مثل هذه المواقف.